# 17 maj
17 maj är den 137:e dagen på året i den gregorianska kalendern (138:e under skottår). Det återstår 228 dagar av året.

## Återkommande bemärkelsedagar

### Nationaldagar
- Norges grundlagsdag (till minne av antagandet av den norska grundlagen denna dag 1814)

### Flaggdagar
- Nederländerna: Drottning Máximas födelsedag

### Övriga
- Internationella dagen mot homofobi, transfobi och bifobi.
- Internationella informationssamhällsdagen (tidigare Världstelekommunikationsdagen till minne av grundandet av Internationella teleunionen denna dag 1865)

## Namnsdagar

### I den svenska almanackan
- Nuvarande – Rebecka och Ruben
- Föregående i bokstavsordning
  - Nora – Namnet infördes 1986 på 4 november, men flyttades 1993 till dagens datum och utgick 2001.
  - Nore – Namnet, som hade skapats av Esaias Tegnér 1818 som en personifikation av Norge, infördes, som en hedersbetygelse åt Norge (som Sverige då var i union med), i almanackan 1901 på 4 november. När norrmännen 1905 sade upp unionen lät man namnet till året därpå utgå och ersättas av det mer svenskklingande Sverker. Det återinfördes 1986 på 4 november, men flyttades 1993 till dagens datum och utgick 2001.
  - Rebecka – Namnet förekom under 1600-talet på 31 augusti. 1776 infördes det på dagens datum och fanns där fram till 1993, då det flyttades till 19 december. 2001 återfördes det dock till dagens datum och har funnits där sedan dess.
  - Renée – Namnet infördes på dagens datum 1986. 1993 flyttades det till 23 maj och utgick 2001.
  - Rosita – Namnet infördes på dagens datum 1986, men flyttades 1993 till 2 juli, där det har funnits sedan dess.
  - Ruben – Namnet infördes 1986 på 7 juni. 1993 flyttades det till 20 februari och 2001 till dagens datum.
  - Torpesius – Namnet fanns, till minne av en kristen martyr vid den romerske kejsaren Neros hov, även i formen Torpes, på dagens datum fram till 1776, då det utgick till förmån för Rebecka.
- Föregående i kronologisk ordning
  - Före 1776 – Torpesius eller Torpes
  - 1776–1900 – Rebecka
  - 1901–1985 – Rebecka
  - 1986–1992 – Rebecka, Renée och Rosita
  - 1993–2000 – Nore och Nora
  - Från 2001 – Rebecka och Ruben
- Källor
  - Brylla, Eva (red.): Namnlängdsboken, Norstedts ordbok, Stockholm, 2000. ISBN 91-7227-204-X
  - af Klintberg, Bengt: Namnen i almanackan, Norstedts ordbok, Stockholm, 2001. ISBN 91-7227-292-9

### Finlandssvenska almanackan
- Nuvarande från 2000[1] – Rebecka, Hagar
- I föregående revideringar[a][2]
  - 1929–1999 – Hagar

## Händelser
- 352 – Sedan Julius I har avlidit den 12 april väljs Liberius till påve.
- 884 – Sedan Marinus I har avlidit två dagar tidigare, efter knappt ett och ett halvt år på posten, väljs Hadrianus III till påve. Denne avlider själv efter endast lite mer än ett år på posten, i september året därpå.
- 1410 – Johannes XXIII utnämns av konciliet i Pisa till motpåve mot Gregorius XII i Rom och Benedictus XIII i Avignon. Mötet utgör kulmen på Den stora schismen, som har varat sedan 1378 och när man sammankallar ett nytt koncilium i Konstanz 1417 avslutas konflikten, genom att både Pisa- och Avignon-påven avgår och erkänner Rom-påvens legitimitet.
- 1814 – Sedan den norske ståthållaren Christian Frederik tre månader tidigare har utropat Norge som ett självständigt kungarike,[3] i protest mot att Norge enligt freden i Kiel från den 14 januari ska överlämnas från Danmark till Sverige, väljs han denna dag till norsk kung. Valet sker sedan han har skrivit under den nya norska grundlag, som den norska riksförsamlingen dagen före har antagit på Eidsvolls järnverk utanför Christiania (nuvarande Oslo). Till sommaren blir Norge besegrat av Sverige i ett kort krig och till hösten tvingas Christian Frederik abdikera till förmån för den svenske kungen Karl XIII, då Sverige och Norge går i union med varandra. Trots detta blir antagandet av grundlagen och kungavalet en viktig milstolpe i Norges historia och 17 maj är idag Norges nationaldag.
- 1846 – Den belgisk-franske instrumentmakaren Adolphe Sax får patent ett nytt musikinstrument, som efter honom kommer att kallas saxofon. Han har utvecklat det som en förbättring av klarinetten, men det får ändå status av eget instrument.
- 1865 – För att underlätta upprättandet av telegrafi mellan länder i det politiskt splittrade Europa hålls denna dag ett möte i Paris, där 20 länder går samman om att bilda den internationella telegrafunionen. Man ska utveckla gemensamma regler och gemensam teknik för telegrafi i Europa.
- 1900
  - Småbrottslingen John Filip Nordlund utför under natten till denna dag ett massmord ombord på Mälarångaren Prins Carl, då han dödar fem och skadar åtta av de ombordvarande passagerarna och sedan flyr iland med 800 kronor ur skeppskassan. Nordlund grips strax därefter, döms till döden och avrättas genom halshuggning den 10 december samma år. Massmordet förblir det värsta (räknat i antal dödsoffer) i Sverige fram till augusti 1952, då Tore Hedin mördar nio personer i de så kallade Hurvamorden.
  - Sveriges första lastbil provkörs mellan Göteborg och Kungsbacka. Den är tillverkad av det tyska företaget Motorfahrzeug- und Motorfabrik Aktien Gesellschaft och inköpt av bryggeriet J.A. Pripp & Son i Göteborg. Denna modell kan lasta upp till 3 000 kilogram och har en toppfart på 14 kilometer i timmen. Två år senare börjar lastbilar tillverkas i Sverige.
  - Boernas belägring av den sydafrikanska staden Mafeking, som under det pågående andra boerkriget har pågått sedan i oktober året före, avbryts, då den brittiska armén lyckas komma till de belägrades undsättning. Befälhavaren för stadens brittiska garnison Robert Baden-Powell blir nationell hjälte i Storbritannien och de insatser, som utförs av pojkarna i Mafekings kadettkår, vilka leder till att vuxna män frigörs från andra plikter så att de kan delta i striderna, inspirerar några år senare Baden-Powell till att grunda scoutrörelsen.
- 1937 – Råsunda fotbollsstadion i Solna invigs officiellt av kung Gustaf V, sedan den har blivit färdigbyggd tidigare samma år.
- 1939 – Sveriges, Norges och Finlands regeringar tackar nej till att sluta den icke-anfallspakt med Tyskland, som den tyska regeringen tidigare har erbjudit de nordiska länderna. Danskarna dröjer ytterligare två veckor med att svara, innan de den 31 maj tackar ja till avtalet.
- 1990
  - Katarina kyrka på Södermalm i Stockholm brinner natten till denna dag ner för andra gången i sin historia (första gången var 1723). Efter branden återstår i princip endast ytterväggarna, men man lyckas rädda värdefulla textilier och kyrksilvret undan lågorna. Vid återuppbyggnaden bestäms det, att inga moderna material ska användas och 1995 kan den återuppbyggda kyrkan invigas av Stockholms stifts biskop Henrik Svenungsson.
  - Världshälsoorganisationen (WHO) tar bort homosexualitet från sin lista över sjukdomar. Därmed erkänns det internationellt att homosexualitet är ett normaltillstånd och inte en psykisk sjukdom.
- 1995 – Jacques Chirac, som representerar partiet Samling för Republiken, efterträder François Mitterrand som Frankrikes president, sedan han i den andra omgången av årets presidentval den 7 maj har besegrat socialisten Lionel Jospin med 52,6 % av rösterna. Mitterand avlider knappt åtta månader senare i prostatacancer, medan Chirac kommer att sitta som president under två mandatperioder, fram till 2007.
- 2005 – Stora delar av Centralhotellet i Gävle förstörs i en anlagd brand, men hotellet kan återinvigas ett år senare.
- 2009 – Datorspelet Minecraft släpptes officiellt av Mojang AB.[4]

## Födda
- 1500 – Federico II Gonzaga, markis av Mantua 1519–1530 och hertig av samma område 1530–1540 samt markis av Montferrat 1536–1540
- 1626 – Eleonora Katarina av Pfalz, svensk adelsdam, dotter till Karl IX:s dotter Katarina och Johan Kasimir av Pfalz-Zweibrücken samt syster till Karl X Gustav
- 1749 – Edward Jenner, brittisk läkare, uppfinnare av smittkoppsvaccinationen
- 1768 – Caroline av Braunschweig, Storbritanniens drottning 1820–1821 (gift med Georg IV)
- 1812 – Elias Nelson Conway, amerikansk demokratisk politiker, guvernör i Arkansas 1852–1860
- 1819 – Gustaf Rudolf Abelin, svensk generalmajor och serafimerriddare, Sveriges lantförsvarsminister 1867–1871
- 1843 – Otto Intze, tysk vattenbyggnadsingenjör
- 1851 – Johan De la Gardie, svensk greve, godsägare och riksdagsman
- 1858 – Per Axel Ludvig Lindahl, svensk väg- och vattenbyggnadsingenjör
- 1860 – Austin Lane Crothers, amerikansk demokratisk politiker och jurist, guvernör i Maryland 1908–1912
- 1866 – Erik Satie, fransk kompositör och pianist
- 1868 – Horace Elgin Dodge, amerikansk bilindustripionjär, grundare av bilmärket Dodge
- 1873 – Henri Barbusse, fransk författare
- 1884 – Sidney Preston Osborn, amerikansk demokratisk politiker, guvernör i Arizona 1941–1948
- 1886 – Alfons XIII, kung av Spanien från födseln till 1931
- 1892 – Sophia Bernadotte, svensk friherrinna
- 1897 – Odd Hassel, norsk kemist, mottagare av Nobelpriset i kemi 1969
- 1904
  - Jean Gabin, fransk skådespelare
  - John J. Williams, amerikansk republikansk politiker, senator för Delaware 1947–1970
- 1911 – Maureen O’Sullivan, amerikansk skådespelare
- 1916 – Lenka Reinerová, tjeckisk författare
- 1918 – Birgit Nilsson, svensk operasångare (sopran)
- 1921
  - Dennis Brain, brittisk valthornsspelare
  - Nils Erik Wååg, svensk byggnadsingenjör, författare och politiker
- 1925 – Michel de Certeau, fransk jesuit, filosof, psykoanalytiker och samhällsvetare
- 1928 – Idi Amin, ugandisk politiker, Ugandas diktator 1971–1979
- 1934 – Karl-Gerhard Lundkvist, svensk rocksångare med artistnamnet Little Gerhard
- 1936
  - Dennis Hopper, amerikansk skådespelare och regissör
  - Lars Gustafsson, svensk författare
  - Karl-Fredrik Berggren, svensk fysiker
- 1942 – Tom Turesson, svensk fotbollsspelare
- 1943 – Anna Sundqvist, svensk skådespelare, sångare och revyartist
- 1944
  - Lottie Ejebrant, svensk skådespelare
  - Ritva Sarin-Grufberg, finländsk liberal politiker från Åland
- 1945 – George Miller, amerikansk demokratisk politiker, kongressledamot 1975–2015
- 1946 – Lars Wiik, svensk skådespelare
- 1950 – Keith Bradley, brittisk labourpolitiker, parlamentsledamot 1987–2005
- 1953 – Qasym-Zjomart Toqajev, kazakisk politiker och diplomat
- 1955 – Bill Paxton, amerikansk skådespelare
- 1957 – Peter Høeg, dansk författare
- 1960 – Marika Domanski Lyfors, svensk fotbollsspelare och tränare, förbundskapten för Svenska damlandslaget i fotboll 1996–2005 och för Folkrepubliken Kinas damlandslag 2007
- 1961 – Eithne Ní Bhraonáin, irländsk sångare med artistnamnet Enya
- 1962 – Ferenc Krausz, ungersk-österrikisk fysiker, mottagare av Nobelpriset i fysik 2023
- 1965 – Trent Reznor, amerikansk musiker, medlem i och grundare av bandet Nine Inch Nails
- 1966
  - Magnus Andersson, svensk handbollsspelare och -tränare, kopia av Svenska Dagbladets guldmedalj 1998
  - Qusay Hussein, irakisk politiker, son till Saddam Hussein
- 1967 – Cameron Bancroft, kanadensisk skådespelare
- 1969 – Thom Filicia, amerikansk tv-programledare
- 1970 – Anzjalika Ahurbasj, vitrysk-rysk sångare, skådespelare och fotomodell
- 1971 – Máxima, Nederländernas drottning 2013–
- 1973 – Josh Homme, amerikansk musiker
- 1975 – Sasha Alexander, amerikansk skådespelare
- 1977 – Anders Södergren, svensk längdskidåkare, mottagare av Svenska Dagbladets guldmedalj 2010
- 1979 – Jimmie Åkesson, svensk politiker, partiledare för Sverigedemokraterna 2005–, riksdagsledamot 2010–
- 1980
  - Fredrik Kessiakoff, svensk cyklist
  - Tino Sanandaji, kurdisk-svensk nationalekonom, debattör och författare
- 1987 – Edvald Boasson Hagen, norsk cyklist
- 1988 – Nikki Reed, amerikansk skådespelare

## Avlidna
- 1162 – Héloïse, omkring 61, fransk nunna, skriftställare och abbedissa, mest känd för sin kärleksaffär och korrespondens med filosofen och teologen Pierre Abélard
- 1510 – Sandro Botticelli, 65, italiensk målare
- 1534 – Peder Månsson, 74, svensk katolsk präst, birgittinmunk, författare och biskop av Västerås stift
- 1678 – Bogislaus Philipp von Chemnitz, omkring 73, tysk-svensk politisk och historisk skriftställare, svensk rikshistoriograf
- 1727 – Katarina I, 43, kejsarinna av Ryssland 1711–1725 och regerande kejsarinna av samma land sedan 1725
- 1729 – Samuel Clarke, 53, engelsk filosof
- 1822 – Armand Emmanuel du Plessis de Richelieu, 55, fransk politiker, Frankrikes premiärminister 1815–1818 och 1820–1821
- 1838 – Charles Maurice de Talleyrand, 84, fransk diplomat, politiker och biskop
- 1875 – John Cabell Breckinridge, 54, amerikansk demokratisk politiker och militär, USA:s vicepresident 1857–1861
- 1878 – Eric Gustaf Lilliehöök, 70, svensk militär och riksdagsman
- 1881 – Eli Perry, 81, amerikansk demokratisk politiker, kongressledamot 1871–1875
- 1895 – Peter Hardeman Burnett, 87, amerikansk advokat och oberoende demokratisk politiker, guvernör i Kalifornien 1849–1851
- 1920 – Jean-Louis Pascal, 82, fransk arkitekt
- 1935
  - Paul Dukas, 69, fransk tonsättare och pedagog
  - Antonia Mesina, 15, italiensk saligförklarad jungfru och martyr
- 1942 – Signe Brander, 73, finländsk fotograf
- 1943 – Isoroku Yamamoto, 59, japansk amiral
- 1951 – William Riddell Birdwood, 85, brittisk fältmarskalk
- 1960 – Jules Supervielle, 76, uruguayansk franskspråkig poet
- 1964 – Otto Ville Kuusinen, 82, finländsk kommunistisk politiker
- 1970 – Sven "X-et" Erixson, 70, svensk konstnär
- 1975 – Georg de Gysser, 76, svensk skådespelare och klädformgivare
- 1976 – Lars Gullin, 48, svensk jazzmusiker
- 1987 – Gunnar Myrdal, 88, svensk nationalekonom och socialdemokratisk politiker, Sveriges handelsminister 1945–1947, mottagare av Sveriges riksbanks pris i ekonomisk vetenskap till Alfred Nobels minne 1974
- 1991
  - Göthe Grefbo, 69, svensk skådespelare
  - Tom Trana, 53, svensk rallyförare
- 1992 – Astrid Carlson, 78, svensk skådespelare
- 2005 – Frank Gorshin, 72, amerikansk skådespelare
- 2007 – Lloyd Alexander, 83, amerikansk författare
- 2009 – Mario Benedetti, 88, uruguayansk författare
- 2012 – Donna Summer, 63, amerikansk sångare och låtskrivare
- 2013
  - Jorge Videla, 87, argentinsk general och politiker, Argentinas president 1976–1981
  - Ken Venturi, 82, amerikansk golfspelare
  - Peter Schulz, 83, tysk politiker
  - Philippe Gaumont, 40, fransk tävlingscyklist
- 2014
  - Gerald M. Edelman, 84, amerikansk biolog, mottagare av Nobelpriset i fysiologi eller medicin 1972
  - Anna Pollatou, 30, grekisk gymnast
  - Gunny Widell, 85, svensk chefredaktör för bland annat Damernas Värld, Vecko-Journalen och Veckorevyn
- 2018 – Jürgen Marcus, 69, tysk sångare
- 2019
  - Peter Dahl, 85, svensk konstnär
  - Herman Wouk, 103, amerikansk författare
- 2020 – Claes-Håkan Westergren, 84, svensk skådespelare
- 2022 – Vangelis, 79, grekisk kompositör